# 圣斐德理圣殿 (科莫)

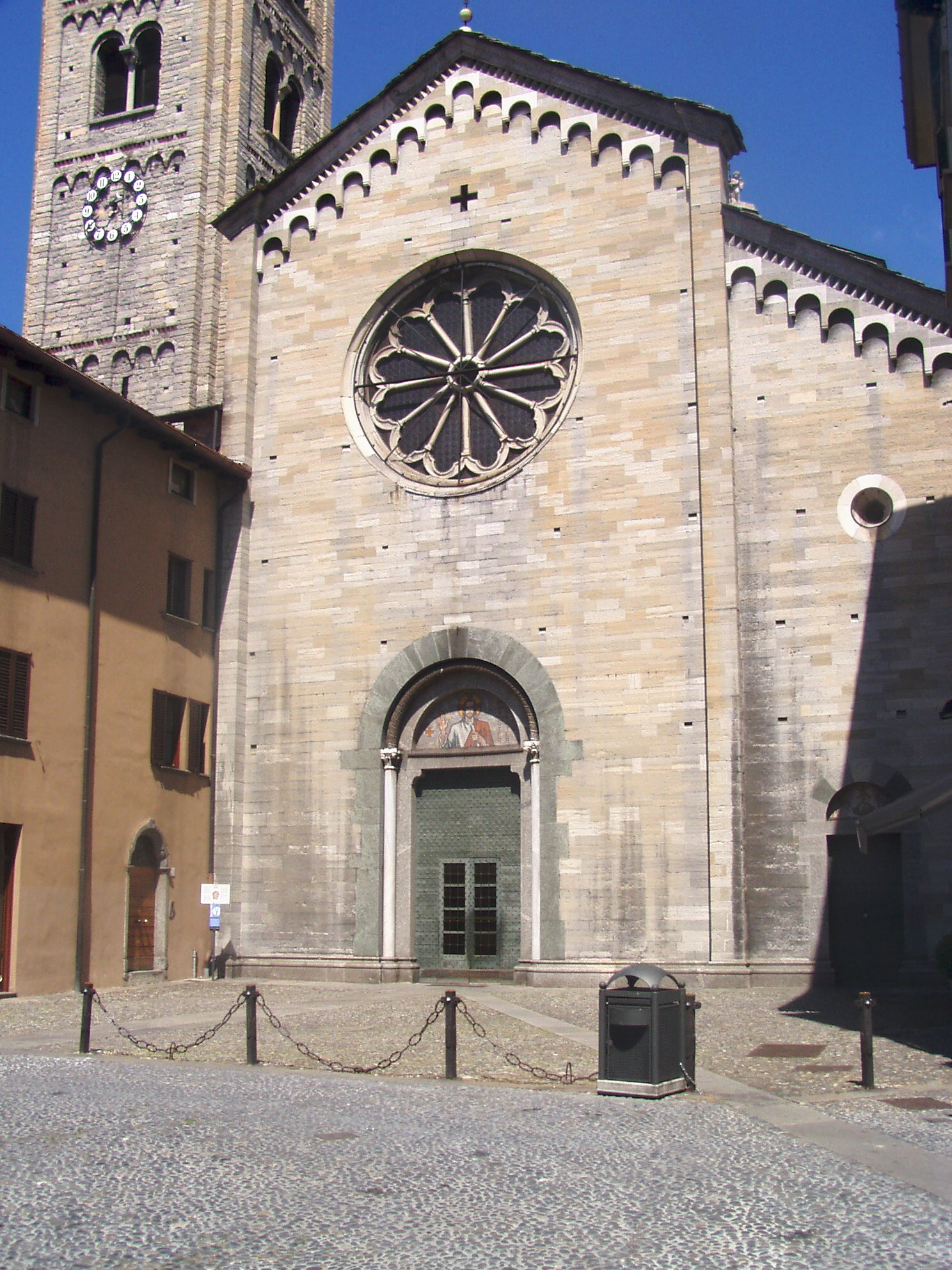

圣斐德理圣殿（Basilica di San Fedele）位于科莫市中心，供奉圣斐德理。
目前的罗马式建筑建于1120年。钟楼为1905年重建，而立面重建于1914年，中心有一个玫瑰窗。

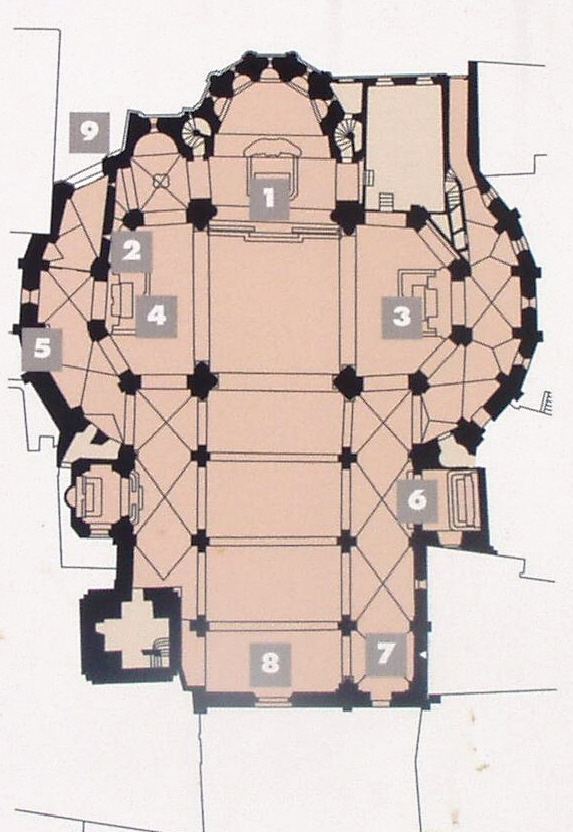

十字架小堂，有一个令人印象深刻的大理石祭坛。右边的第一个小堂与众不同。

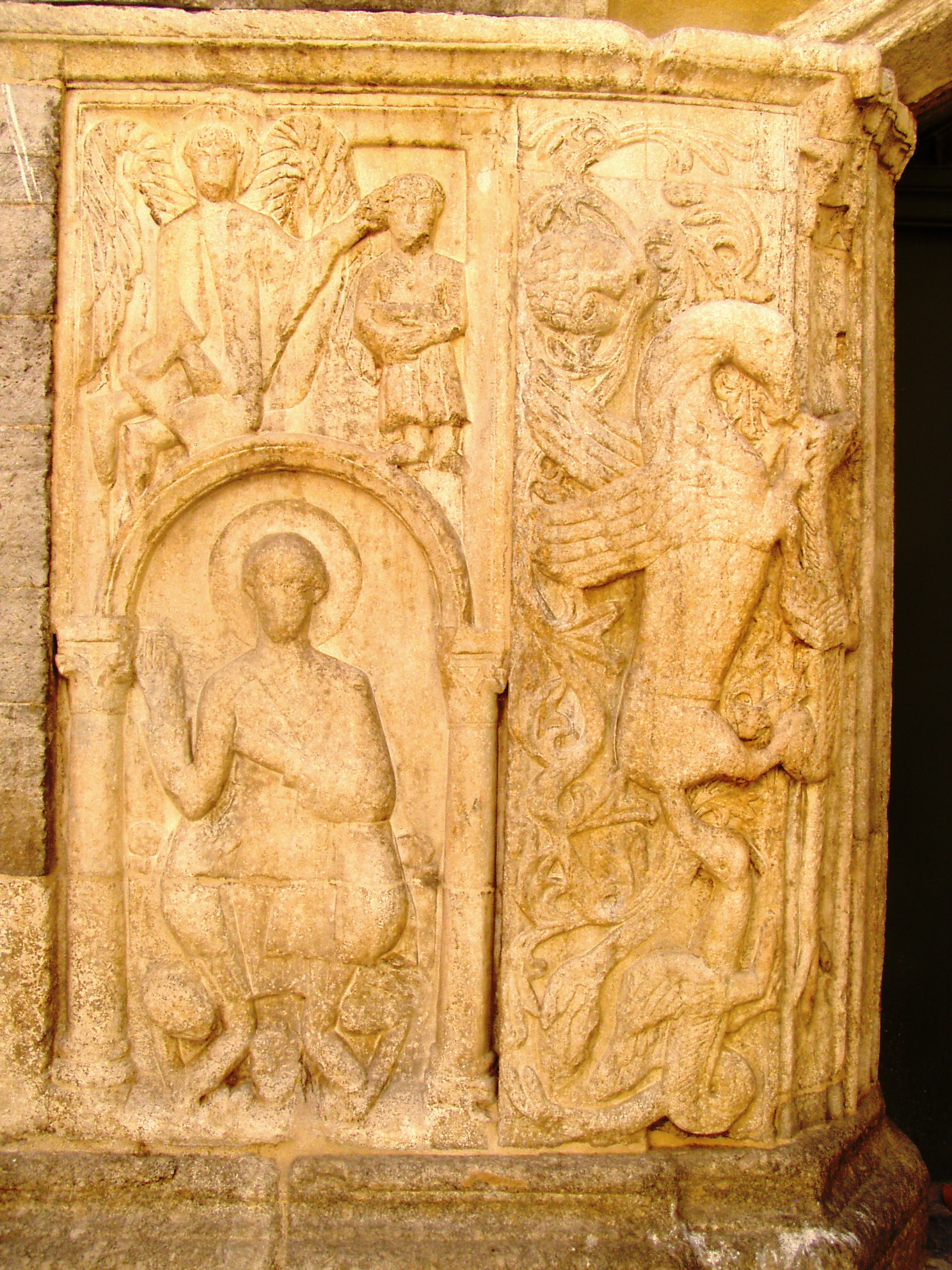
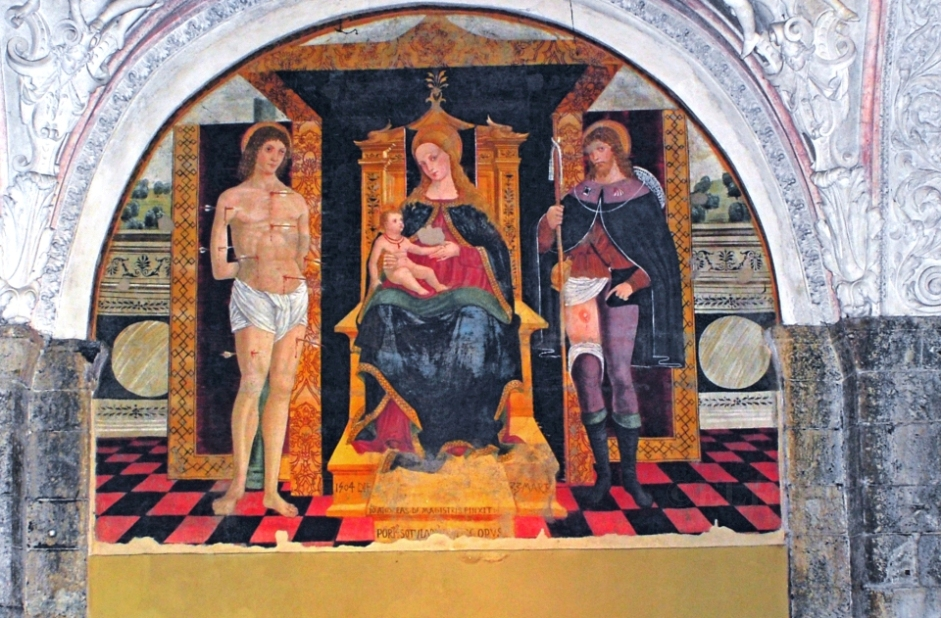
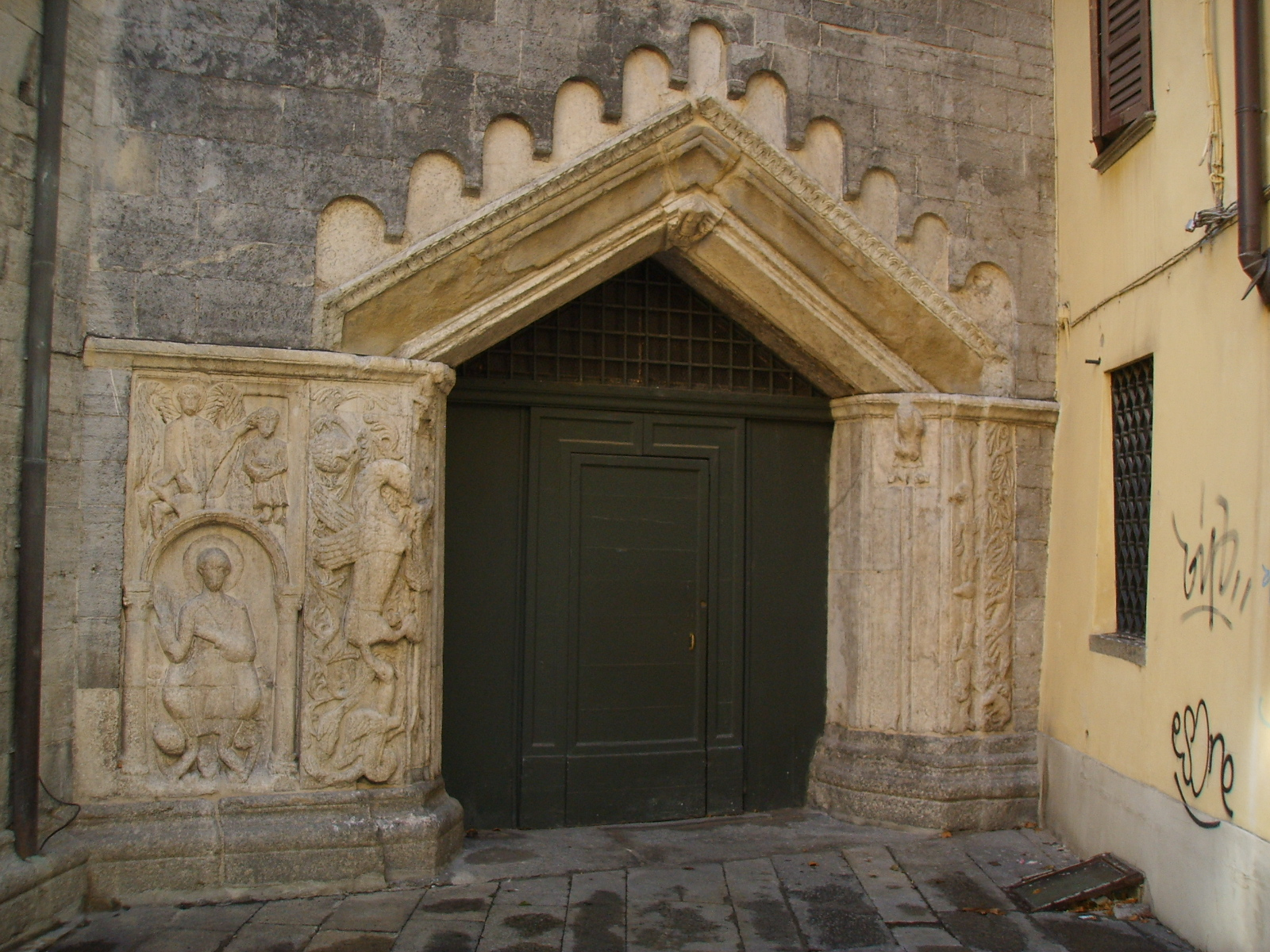
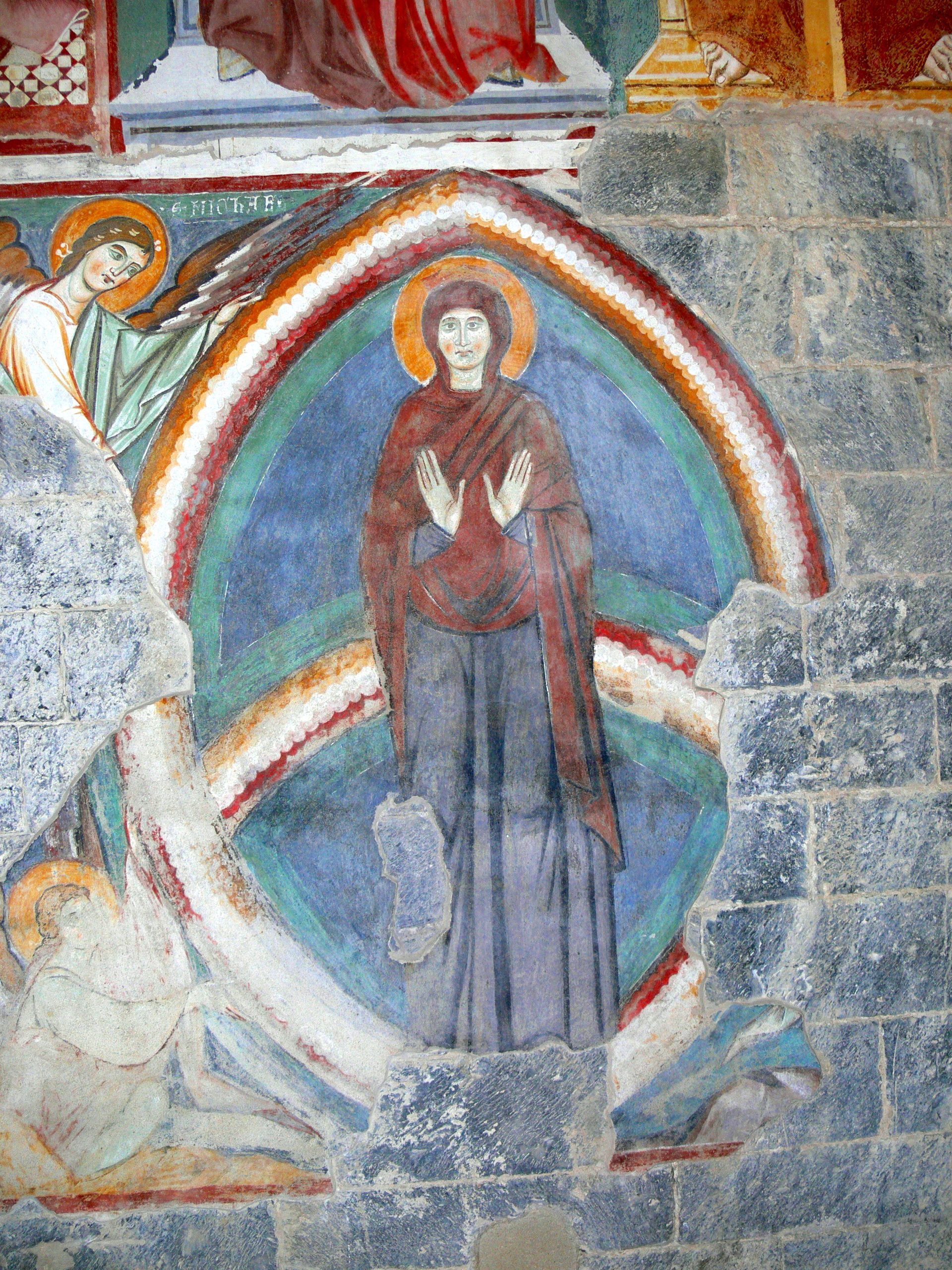
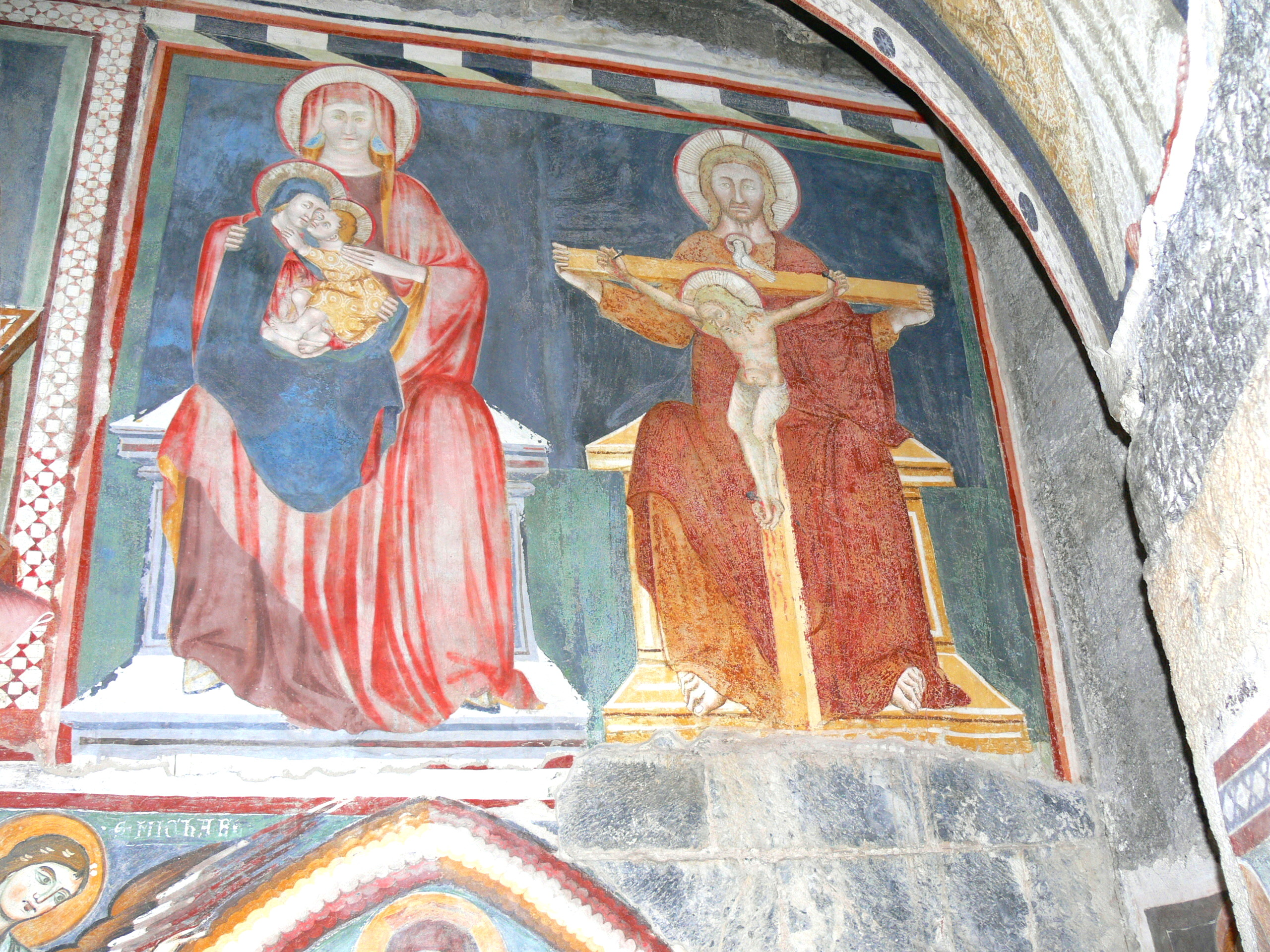
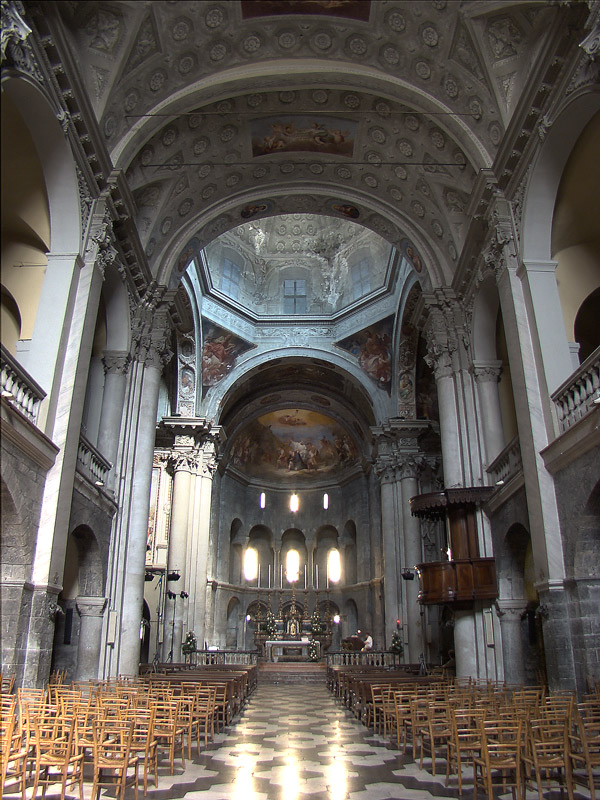
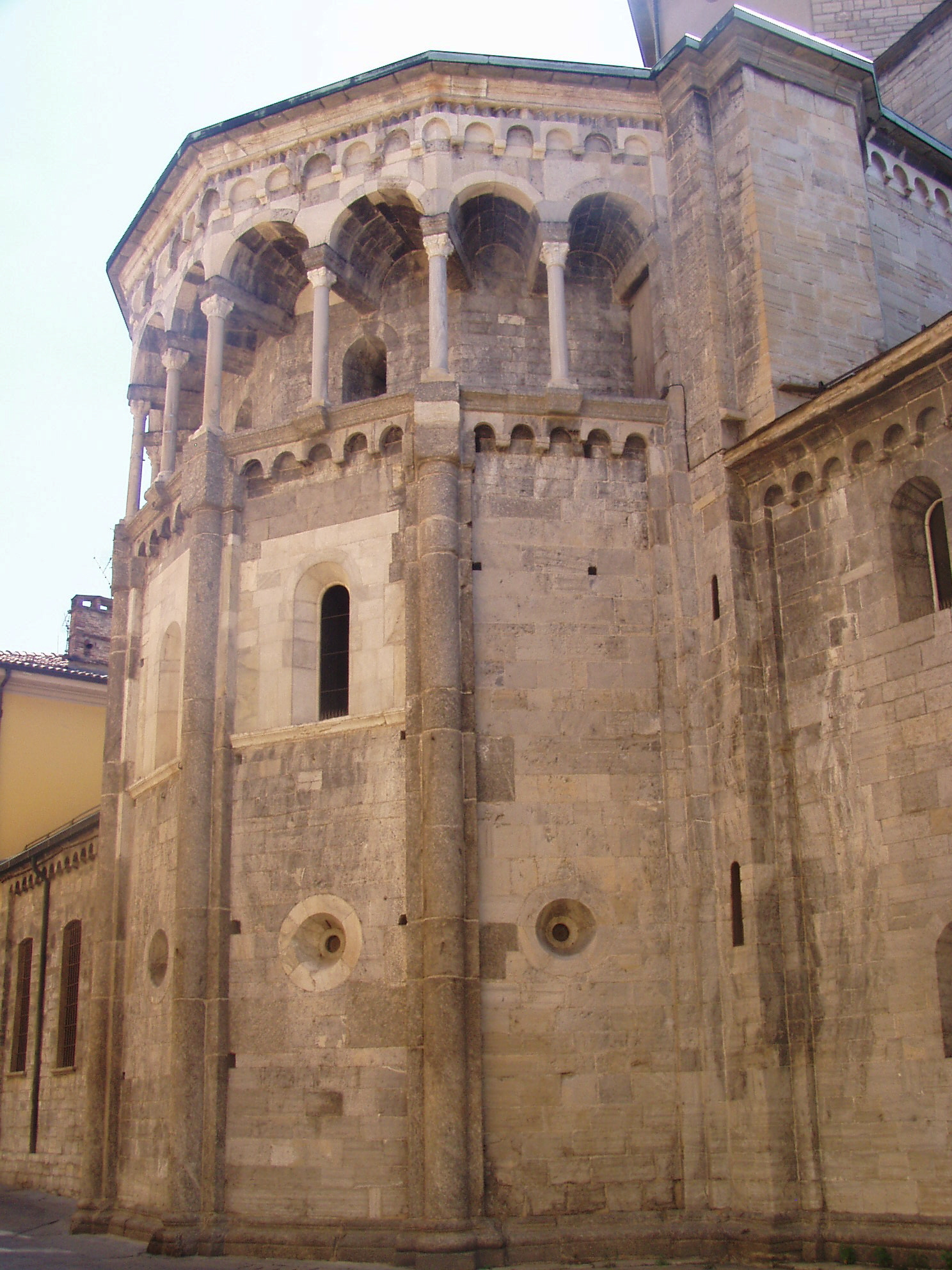